# ソフトバンクロボティクス
ソフトバンクロボティクス株式会社は東京都港区に本社を置く自律型ヒューマノイド・ロボットPepperや業務用清掃ロボット「AI清掃PRO」シリーズ、配膳ロボットServiを中心とするロボット事業を行う企業である。ソフトバンクグループの中間持株会社ソフトバンクロボティクスホールディングスの完全子会社。なおソフトバンクグループはソフトバンクロボティクスホールディングスの議決権の60%を保有している。
Pepperを個人及び法人向けに販売しているが、開発費など先行投資の負担が大きく、2017年3月期決算では赤字及び約314億円の債務超過で、ソフトバンクグループの支援を受けている段階である。
2019年9月アジア太平洋地域でロボット事業の拡大を発表。業務用の掃除機ロボットを定額制で貸し出す「ロボット・アズ・ア・サービス（RaaS）」事業を展開していく予定。

## 沿革
- 2010年
  - 6月10日 - ソフトバンク新30年ビジョンコンテストで菅沼美和による「ロボットをテーマとする企画」が優勝する[2]
  - 6月25日 - ソフトバンク新30年ビジョンが発表される[3]
- 2012年 - 光吉俊二により設立されたベンチャー企業AGIを買収しソフトバンクの子会社化[4]
- 2014年
  - 6月5日 - 家庭向け人型ロボットPepper発表[5]
  - 6月5日 - 感情技術の研究・開発部門Cocoro SB株式会社設立(汐留役員1号株式会社から商号変更)[6]
  - 6月11日 - グループ会社アスラテックV-Sido OS発表[7]
  - 7月24日 - ソフトバンクロボティクス株式会社設立
  - 8月1日 - ソフトバンクモバイルからロボット事業譲渡[8]
  - 8月8日 - Aldebaranアトリエ表参道オープン[9]
  - 9月20日 - Pepper Tech Festival 2014開催(開発者向けSDK提供および先行抽選販売受付開始)[10]
  - 9月21日 - Aldebaranアトリエ秋葉原オープン[11]
  - 12月1日 - ネスカフェ店頭にてPepper接客開始[12]
- 2015年
  - 2月10日 - IBMとソフトバンクテレコムが人工知能ワトソンサービス事業で提携[13][14]
  - 4月13日 - 三菱東京UFJ銀行本店でNAOの接客運用試験開始[15]
  - 6月18日 - ソフトバンクロボティクスホールディングスが第三者割当増資を行いアリババグループとフォックスコンが145億円ずつ引受け議決権20%ずつ取得[16]
  - 6月18日 - グループ会社cocoro SBが時給1500円でPepperを貸し出すロボット人材派遣サービス発表[17]
  - 6月18日 - ソフトバンクグループがフェッチロボティクスへ2000万ドルを出資[18]同社は自律移動のTurtlebotのWillow GarageやマニピュレーターUBR-1のUnbounded Robotics社で活躍したMelonee Wiseにより設立された
  - 7月1日 - 人材派遣サービスの最初の利用者として鳥取県が同県名産品のPRに活用。のちグループ会社の鳥取米子ソーラーパークが購入し「とっとり自然環境館」へ配置[19][20]
  - 7月8日 - 千葉県館山市が地方自治体として初めてPepperを購入し“渚の駅”たてやまで活用すると発表[21]
  - 7月17日 - みずほ銀行が店舗導入開始[22]
  - 7月29日 - 月額5万5000円で法人向けPepperをレンタルする「Pepper for Biz」発表[23]
  - 8月6日 - ソフトバンクグループ四半期決算説明会にてPepperが決算会見を行った[24]
- 2016年
  - 11月8日 - Pepper 社会貢献プログラム募集開始[25]
- 2017年
  - 1月25日 - スクールチャレンジ貸出し先決定（17自治体、全282校）。3年間でのべ9.1万人の子どもたちがプログラミングを学ぶ予定[26]
  - 3月6日 - ソーシャルチャレンジ貸出し先決定（全国28団体）[27]。
  - 6月9日 - ソフトバンクがボストン・ダイナミクスの買収を発表[28]
  - 7月19日 - Pepper社会貢献プログラム2募集開始[29]
  - 7月19日 - ソフトバンク・ビジョン・ファンド、クァルコムがブレインコーポレーションへ1億1400ドル出資[30]
  - 11月20日 - 業務用清掃ロボット事業に参入[31]
  - 12月6日 - ソフトバンクグループがフェッチロボティクスへ2500万ドルを出資[32]
- 2018年
  - 3月6日 - 青島ハイアールと戦略的提携[33]
  - 5月1日 - ブレインコーポレーションの自動運転技術を活用した床洗浄機「RS26 powered by Brain OS」を順次納入開始[34]
  - 5月18日 - SB China Venture Capital等がCowaRobotに1億3500万ドル出資[35]
  - 11月1日 - Zumeへ3億7500万ドル出資[36]
  - 11月19日 - オフィス向けの床清掃ロボット「Whiz（ウィズ）」を発表[37]
  - 12月4日 - 北米の教育機関に対して2021年9月までPepper100台以上を寄付[38]
- 2019年
  - 4月10日 - 「Whiz」を本格販売開始[39]
  - 4月16日 - 「Pepper for Biz 3.0」を提供開始[40]
  - 4月16日 - 「Pepper for Home」の予約受け付け開始[41]
  - 5月16日 - 「Whiz」のレンタルサービス開始[42]
  - 7月8日 - シンガポールにアジア太平洋統括拠点SoftBank Robotics Singapore Pteを設立[43]
  - 9月17日 - 「Whiz」の貸出事業を香港、マカオで開始[44]
  - 9月25日 - 「Whiz」の販売および貸出事業をシンガポールで開始。月額499シンガポールドル（約3万9千円）で提供予定[45]。

## Pepper
Pepper（ペッパー）は感情認識ヒューマノイドロボット。詳細についてはPepper (ロボット)を参照のこと。

## RS26 Powered by BrainOS
中国のInternational Cleaning Equipment (ICE Companies)社の商業用床洗浄機RS26に独自のEMMA（Enabling Mobile Machine Automation)技術を搭載することで自律走行を実現した自動運転掃除ロボット。ソフトバンクロボティクスは2017年11月に業務用清掃ロボット事業へ参入し、業務用清掃ロボット「AI清掃PRO」シリーズとして日本における取扱いを行っている。詳細についてはRS26を参照のこと。

## Whiz
ソフトバンクロボティクスが企画とデザインを行い、ICE社で製造してブレインコーポレーション社の自動運転技術EMMAを搭載した自動運転床洗浄機。大型で湿式(水洗浄方式)のR26と異なり小型で乾式(吸引方式)の床洗浄機である。詳細についてはWhiz (ロボット)を参照のこと。

## CHEFFY
最新のスチーム技術で本格的なラーメンの調理を90秒で可能とした調理ロボット（ラーメンロボット）「CHEFFY（シェフィー）」。有名ラーメン店と共同開発。

## Pepper社会貢献プログラム
ソフトバンクグループは、プログラミング教育や社会貢献に活用してもらうことを目的に、人型ロボット「Pepper」を3年間自治体および非営利団体に無償もしくは廉価で貸し出している。支援総額はスクールチャレンジで50億規模、Pepper社会貢献プログラム2を含めて最大約80億円規模とされる。「スクールチャレンジ」は子どもたちの論理的思考力や問題解決力、創造力などの育成に貢献することを目的とした教育活動支援プログラムでプログラミング授業などの教材としてPepper本体、プログラミング教材、必要機材一式を3年間無償で貸し出す。「ソーシャルチャレンジ」は被災地支援、障がい者支援、高齢者福祉や地域活性化などのため優れたアイデアを提示した非営利団体、一般社団法人などに、3年間無償でPepperを貸し出す。「Pepper社会貢献プログラム2」は前回のノウハウや実績、自治体からの要望をもとに、私立学校や高校といったより多くの子どもたちにプログラミング学習の機会を提供するもの。プログラミング用ソフトウエアは前回のChoregrapheベースではなくScratch (プログラミング言語)ベースとなっており、小学4年生から中学3年生までを対象としたプログラミング専用カリキュラムも提供される。ソフトバンク側で30億円ほど費用負担をしているが今回は学校側も月額2万円を負担する有償レンタルとなっている。2017年12月12日より大学、高等専修学校、専門学校も対象。2018年12月時点で2,000台以上のPepperが教育機関に貸し出され1万7,000回以上の授業が実施された。
2018年11月からこのプログラムで培ったノウハウ・経験を北米でも展開することで、北米における科学技術人材育成のためのSTEM教育への貢献を目指してサイモンフレーザー大学、サンフランシスコ統一学区、ボストンパブリックスクールへPepperが寄付された。北米の教育機関に対して2021年9月までに100台以上寄付される予定。
|          | スクールチャレンジ                          | ソーシャルチャレンジ                                        | Pepper社会貢献プログラム2                                                         |
| -------- | ------------------------------------------- | ----------------------------------------------------------- | --------------------------------------------------------------------------------- |
| 貸出先   | 自治体（公立小中学校）                      | 非営利活動法人、一般社団法人 公益財団法人、公益社団法人など | 小学校、中学校、高等学校、高等専門学校、 特別支援学校、その他(公立、私立を問わず) |
| 用途     | プログラミング教育など                      | 先進的な社会貢献活動                                        | プログラミング教育など                                                            |
| 貸出期間 | 2020年3月末まで                             | 2020年3月末まで                                             | 2021年3月末まで                                                                   |
| 貸出台数 | 9台／1校（目安）                            | 1～50台／1団体                                              | 非開示                                                                            |
| 費用     | 無償                                        | 無償                                                        | １台あたり2万円×36カ月                                                            |
| 備考     | 募集終了 17自治体、全282校 約2000台無償貸与 | 募集終了 28団体へ無償貸与                                   | 募集中。台数に限りあり 申込み多数の場合は貸出しができない場合あり                 |